# سكجونغ ملك غوريو
سكجونغ ملك غوريو (ولد في 2 سبتمبر 1054 ومات في 10 نوفمبر 1105، وحكم من سنة 1095 حتى وفاته) هو الحاكم الخامس عشر لمملكة غوريو الكورية. سكجونغ هو الأخ الأصغر للملك سنجونغ. عين سكجونغ ملكاً بعد أن تنازل الملك هونجونغ عن العرش، وقام بالعديد من الإنجازات في عهده ومنها إصدار أول عملة للدولة في سنة 1102 بالإضافة إلى اعتبار مدينة يانغجو (سول حالياً) «العاصمة الجنوبية» للمملكة. شهد عهد الملك أيضاً دعم العديد من الاحتفالات البوذية وهو ما يعكس الازدهار الذي كانت به الدولة.
في سنة 1104 تعرضت المملكة لهجوم من قبائل الجورشن ولم تستطع الدولة صدها، فقام الملك بإرسال الجنرال ين غوان لجمع جيش لمحاربة الجورشن. هذا الجيش أصبح يعرف باسم بيولمُبان. في السنة التالية توفي الملك سكجونغ في طريقه إلى «العاصمة الغربية» (بيونغيانغ) فخلفه ابنه ييجونغ ملكاً.

## الإشارات
1. ↑  Remco E. Breuker. Page: 378.
2. ↑  Remco E. Breuker. Page: 386.